# Música cinematográfica
Por música cinematográfica se entiende toda música, por lo general orquestada e instrumental, compuesta específicamente para acompañar las escenas de una película y apoyar la narración cinematográfica. Dentro de este tipo también se encuentra la llamada "música incidental".

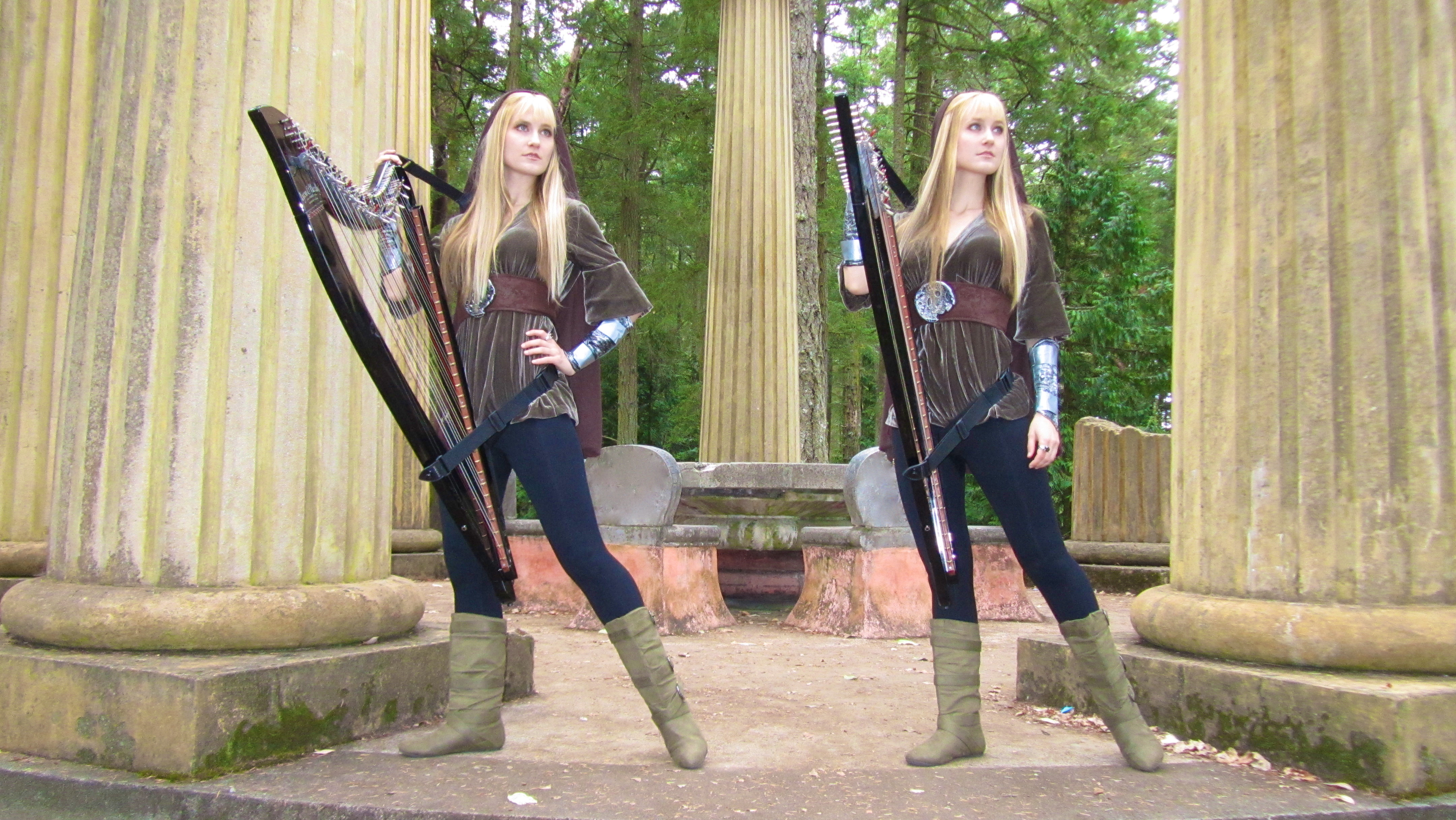
En la foto se muestra a Camille y Kennerly Kitt vestidas como elfos para una toma promocional durante el rodaje de su popurrí de El Señor de los Anillos, específicamente La Comunidad del Anillo, de la banda sonora de la película.

Esta música forma parte de la banda sonora de la película, típicamente abreviada como "BSO", que también puede incluir música preexistente, diálogos y efectos de sonido, y comprende una serie de piezas orquestales, instrumentales o corales llamadas señales, que están programadas para comenzar y finalizar en puntos específicos durante la película con el fin de mejorar la narración dramática y el impacto emocional de la escena en cuestión. Las partituras están escritas por uno o más compositores, bajo la guía o colaboración del director o productor de la película y generalmente son interpretadas por un conjunto de músicos, la mayoría de las cuales incluyen una orquesta o banda, solistas instrumentales y coro o vocalistas. - y grabado por un ingeniero de sonido.
Las bandas sonoras originales "BSO" de las películas abarcan una enorme variedad de estilos de música, dependiendo de la naturaleza de las películas a las que acompañan. La mayoría de estas son obras orquestales enraizadas en la tradición clásica occidental, pero muchas otras están influenciadas por el jazz, el rock, el pop, el blues, la música new age, la música de "ambient", y una amplia gama de estilos de música étnica y mundial. Desde la década de 1950, un número creciente de bandas sonoras también han incluido partes y elementos electrónicos, y la mayoría de la música escrita hoy para cine presenta un híbrido de instrumentos orquestales y electrónicos.
Desde la invención de la tecnología digital y el muestreo de audio, muchas películas modernas han podido contar con inserciones digitales para poder imitar el sonido de instrumentos en vivo, y sus bandas sonoras son creadas y ejecutadas completamente por los propios compositores mediante sofisticados programas de composición musical, como Cubase, Logic Pro o Digital Performer, entre otros.

## Música incidental
La música incidental (comúnmente llamada score en inglés) consiste en las composiciones que realzan y complementan la mayoría de las escenas en el filme como música de fondo, por lo general compuestas por músicos especializados en este tipo de obras: Ennio Morricone, Jerry Goldsmith, James Horner, Hans Zimmer, John Powell, John Williams, Basil Poledouris, Alex North, Elmer Bernstein o John Barry son artistas claramente asociados a la música de este tipo.
Del mismo modo, muchos músicos de jazz, pop o rock han incursionado en la composición de música para cine por encargo, por ejemplo —entre muchos otros— el guitarrista Jimmy Page con Death Wish 2, el grupo Toto con Dune, Queen con Flash Gordon, Pink Floyd con Music from the Film More, o muy especialmente el grupo alemán Tangerine Dream, el cual ha alternado sus álbumes con la realización de música para cine de manera constante, desde los años 1970. 

### Diferencias con la banda sonora original (BSO)
A diferencia de la banda sonora (en inglés, soundtrack), que suele incorporar canciones de cualquier artista elegidas especialmente por el director y que son utilizadas en el filme, a menudo incorporando solo un fragmento, la música incidental es generalmente una obra integral, orquestada, instrumental, larga, de carácter cíclico y con un tema central recurrente, todo lo cual se encadena a las escenas de principio a fin y, a la vez, establece un vínculo narrativo continuo con el discurso cinematográfico.
También es posible encontrar música incidental cantada (como en el citado caso de Pink Floyd), o eminentemente electrónica, por ejemplo el score del músico griego Vangelis para la película Blade Runner.
La confusión entre banda sonora y música cinematográfica, en español, es precisamente de origen semántico, al no tener nuestro idioma palabras específicas que distingan ambos conceptos de manera clara, a diferencia del inglés que sí las tiene, con las ya mencionadas soundtrack y score. Usualmente la banda de sonido y la música incidental del filme solían comercializarse por separado, aunque desde el advenimiento del CD ambas caben en un disco, y pueden ser incluidas juntas.

## Historia

### Desde 1895 a 1927
Los primeros intentos de incorporar la banda sonora a las películas se basaban en el funcionamiento a la par, con los problemas consiguientes, del proyector y un fonógrafo. En realidad, en muchas de las mejores salas de proyección ya existía el "acompañamiento musical", normalmente proporcionado por un piano o pianola. También se presentaban las películas o se narraban por alguien del propio local cinematográfico o por alguno de los actores o realizadores, en las proyecciones más destacadas. Si alguna cinta perdía interés por parte del público, se le animaba en ocasiones con números musicales o actuaciones de toda índole, antes, durante o después de la proyección.
En 1896, a menos de un año de la presentación del aparato mudo, Edison patentó ya su Kinetófono, que combinaba la mecánica fílmica con la fonográfica. Desde los primeros momentos, como se relata anteriormente, la música era interpretada en directo ante la pantalla. Personas especializadas, entre ellas «el explicador», contaban lo que sucedía y mediante artilugios hacían los ruidos, viento, tempestades, trinos de pájaros y otros, que eran utilizados para una mejor comprensión del lenguaje de las imágenes mudas. El sonido aumenta la impresión de realidad. Dota al filme de continuidad sonora. Es un mecanismo para conseguir unidad.
Grabación de música.
Otro avance significativo se dio con la creación del cronófono, con el que se consiguió una mejor sincronía entre las canciones que reproducía el fonógrafo y las imágenes, aunque aún tenía fallos muy apreciables en el sonido hablado. El sistema encarecía notablemente la producción cinematográfica y la guerra de 1914 paró casi totalmente su utilización.

### Desde 1927 hasta nuestros días
Investigaciones de las compañías estadounidenses General Electric y Western Electric, crean sistemas para poner sonido en la propia película, destacando en un principio el sistema Vitaphone que hizo que la Warner Bros saliera del bache en el que caía con el cine mudo. Así se crearon las primeras películas sonoras, con música pero sin habla. El propio El cantante de jazz (1927) (también citado como El cantor de jazz) no era hablado, sino "cantado". En el año siguiente se presentó Lights of New York (1928) que sí era totalmente sonora.
Pero el verdadero avance en la creación de la banda sonora vino de la mano del Sistema Photophone, creado por las compañías RCA y General Electric, en 1928.
Desde entonces la evolución ha sido constante como la introducción de la banda sonora magnética, los sistemas Dolby de reducción de ruido, el sonido estereofónico, el sistema surround o el sistema de reproducción digital, que han aumentado mucho las capacidades de los distintos sistemas.

#### La banda sonora magnética
Una o varias bandas de grabación magnética discurren por los bordes de la tira de película cinematográfica.

#### La banda sonora digital
Los nuevos sistemas de reproducción de imágenes y sonidos digitales sobre una pantalla llevan a la utilización de distintos estándares de codificación para la reproducción del sonido. Entre ellos se puede citar los sistemas de reproducción de audio denominados MIDI, WAV, MP3, y OGG, entre otros.

## Evolución estilística
Existen tres etapas fundamentales en la evolución estilística de la banda sonora, o BSO, en el cine:

### Sinfonismo clásico (1930-1950)
Está caracterizada por el desarrollo de piezas largas, concebidas para la película, carácter descriptivo o épico. También aparecen temas singulares.
La música en el cine comienza realmente con la obra de aquellos europeos exiliados que llegan a Estados Unidos buscando trabajo, y lo consiguen en el naciente cine sonoro. Korngold, Steiner, Waxman, Tiomkin, Rózsa son nombres recordados en la historia del cine. ¿Qué sería de Robin Hood sin las fanfarrias de Korngold, o Scarlett O'Hara sin Steiner? De hecho, fue este último quien, siendo discípulo de Gustav Mahler en Viena, decidió transformar King Kong en una obra musical instrumental. Esta decisión, en conjunto con el productor, transformó la historia del cine, pues desde allí las BSO fueron de extrema importancia.

### El tema principal (1951-1971)
Un tema domina toda la película, repitiéndose varias veces durante el metraje.
Aparecen temas externos no creados para la película, pero que se integran en ella de manera significativa, dándole un nuevo carácter: La música del folklore estadounidense, o de cualquier otro país. el jazz o el rock and roll comienzan a aparecer en el metraje de las películas como efecto de la naciente industria discográfica, los discos en LP o en Single, que dan nacimiento a un nuevo producto de consumo.
Aunque desde los años 1960 la música del cine comenzó a funcionar como un fin comercial para vender discos (especialmente tras el éxito de los Beatles), la mayoría de las películas no dejaron de tener bandas sonoras «incidentales» que fueran complemento de la acción dramática. Así lo hicieron compositores que habían alcanzado sus obras maestras en los años anteriores, ahora realizando aportes interesantes, pero quizás menos valorados. Este es el caso de Bernstein, Raksin y sobre todo Bernard Herrmann, probablemente el gran genio de la música cinematográfica.

### Nuevo sinfonismo (1972-2019)
Vuelta al sinfonismo clásico, con mezcla de contenidos.
En los últimos 30 años algunos compositores de renombre le han dado nuevas valoraciones por parte del público a las bandas sonoras. Ejemplos de esto son John Williams, Jerry Goldsmith, Joe Hisaishi, Hans Zimmer, James Newton Howard, Danny Elfman, Basil Poledouris, James Horner, Vangelis, Nicola Piovani, o Ennio Morricone.
Algunos discos aún siguen vendiéndose por millones, como El rey Escorpión y la canción de I Stand Alone de Godsmack, Chariots of Fire y Blade Runner de Vangelis o La pantera rosa de Henry Mancini.

## Proceso de creación

### Spotting
El compositor generalmente entra al proceso creativo hacia el final del rodaje, más o menos al mismo tiempo que la película está siendo editada, aunque en algunas ocasiones el compositor está disponible durante todo el rodaje, especialmente cuando la música es parte de la acción y los actores han de reaccionar a ella (diegética). Al compositor se le muestra un boceto de la película, antes de que se complete la edición, y habla con el director o productor sobre qué tipo de música se requiere para la película en cuanto a estilo y tono en un proceso llamado "conceptualización". El director y el compositor verán la película completa, tomando nota de las escenas que requieren música original (si la producción lo hace posible, el editor musical será quien tome dichas notas). Durante este proceso, el compositor tomará notas de tiempo precisas para que sepa cuánto tiempo debe durar cada señal, dónde comienza, dónde termina, y de momentos particulares durante una escena con la que la música puede necesitar coincidir en un tema de cierto modo. Este proceso se conoce como "spotting".
Dentro de la "Spotting Session" además de conceptualizar la música que acompañará la película y realizar las notas de tiempo "time notes", se habla también del presupuesto para la producción y honorarios de composición, pues cada decisión que se tome debe estar dentro del presupuesto acordado: la cantidad de músicos a contratar, la duración total de música, las horas de estudio, etc. Es igualmente importante en esta etapa, definir un cronograma de trabajo donde se determinen los tiempos requeridos para cada actividad, además, se define si la música será grabada con músicos en vivo o será escrita y editada con instrumentos virtuales "VSTi".
Dependiendo de la producción será el editor quien cambie la película para adaptarse a la música o el compositor o editor musical quienes cambien la música para ajustarse a la película, la cual a menudo sufre cambios hasta el último momento. El director Godfrey Reggio editó sus películas Koyaanisqatsi y Powaqqatsi basadas en la música del compositor Philip Glass. Del mismo modo, la relación entre el director  Sergio Leone y el compositor Ennio Morricone fue tal que el final de  El Bueno, el Feo y el Malo y las películas  Once upon a time in the west  y  Once upon a time in America  se editaron según el puntaje de Morricone ya que el compositor lo había preparado meses antes de que terminara la producción de la película.
En otro ejemplo notable, el final de E.T., el extraterrestre fue editado para que coincidiera con la música de John Williams: tal y como se relata en un documental complementario del DVD, Steven Spielberg dio a Williams completa libertad con la música y le pidió que grabara la señal sin imagen; después, Spielberg volvió a editar la escena para que coincidiera con la música.
En algunas circunstancias, se le pedirá a un compositor que escriba música en función de sus impresiones del guion o guiones gráficos, sin ver la película en sí, y se le otorga más libertad para crea música sin la necesidad de cumplir con longitudes de cue específicas o reflejar el arco emocional de una escena en particular. Este enfoque generalmente lo toma un director que no desea que la música haga un comentario específico sobre una escena o matiz particular de una película, y que en su lugar puede insertarse en la película en cualquier momento que el director desee durante el proceso de postproducción. Se le pidió al compositor Hans Zimmer que escribiera música de esta manera en 2010 para la película del director Christopher Nolan  Inception ; compositor Gustavo Santaolalla hizo lo mismo cuando escribió su puntaje ganador del Óscar para  Brokeback Mountain .

### Sincronización
Al escribir música para una película, uno de los objetivos es sincronizar los eventos dramáticos que suceden en la pantalla con los eventos musicales en la partitura. Hay muchos métodos diferentes para sincronizar música a imagen. Estos incluyen el uso de software de secuenciación para calcular los tiempos, el uso de fórmulas matemáticas y el tiempo libre con los tiempos de referencia. Los compositores trabajan con código de tiempo SMPTE para fines de sincronización.
Al sincronizar música con una imagen, generalmente un margen de 3-4 fotogramas tarde o temprano permite al compositor ser extremadamente preciso. Usando una técnica llamada Free Timing, un conductor usará ( 'a' ) un cronómetro o un cronómetro de tamaño de estudio, o ( 'b' ) mirará la película en una pantalla o monitor de video mientras conduce los músicos a tiempos predeterminados. Estos se representan visualmente mediante líneas verticales (serpentinas) y estallidos de luz llamados golpes. Estos se ponen en la película por el Editor de Música en los puntos especificados por el compositor. En ambos casos, los tiempos en el reloj o las líneas trazadas en la película tienen tiempos correspondientes que también están en puntos específicos (tiempos) en la puntuación del compositor / conductor.

### Composición
Una vez que se ha completado la sesión de spotting y se determinan los tempos precisos de cada pieza, el compositor trabajará en la composición de la música. Los métodos para escribir la banda sonora varían de compositor a compositor; algunos compositores prefieren trabajar con lápiz y papel tradicional, escribir notas a mano sobre un pentagrama y mostrarle los temas al director tocándolos en un piano, mientras que otros compositores (la mayoría hoy en día) escriben en ordenadores usando sofisticados software de composición de música como Digital Performer, Logic Pro, Finale, Cubase, o Protools. Trabajar con software permite a los compositores crear demos de las piezas basadas en MIDI para su revisión antes de ser grabadas por la orquesta.
El tiempo que un compositor tiene para escribir varía de un proyecto a otro; Según el calendario de postproducción, un compositor puede tener tan poco como dos semanas o hasta tres meses para escribir el puntaje. En circunstancias normales, el proceso de escritura real generalmente dura alrededor de seis semanas desde el principio hasta el final.
El contenido musical de la partitura de una película depende completamente del tipo de película para la que se esté componiendo música, y de las emociones que el director desee que la música transmita. Se puede usar cualquier tipo de sonido, desde orquestas sinfónicas hasta instrumentos individuales solistas, bandas de rock y combos de jazz, junto con una multitud de influencias de música étnica y mundial, solistas, vocalistas, coros y texturas electrónicas e incluso ruidos del día a día. El estilo de la música que se escribe también varía enormemente de un proyecto a otro, y puede verse influido por el período de tiempo en que se establece la película, la ubicación geográfica de la acción de la película e incluso los gustos musicales de los personajes. Como parte de sus preparativos para escribir el puntaje, el compositor a menudo investigará diferentes técnicas musicales y géneros según sea apropiado para ese proyecto específico; como tal, no es raro que cada banda sonora sea completamente distinta!

### Orquestación
Una vez que la música ha sido escrita, debe ser orquestada para que los músicos puedan tocarla. La naturaleza y el nivel de la orquestación varía de proyecto a proyecto y de compositor a compositor, pero en su forma básica el trabajo del orquestador es tomar la música escrita por el compositor y anotarlo creando una partitura y crear las partes específicas de cada instrumento.
Algunos compositores, como Ennio Morricone o Alexandre Desplat, orquestan su música, sin la ayuda de orquestadores extra. Algunos compositores dan muchas instrucciones sobre como quieren que sea la música, hasta el punto de que el trabajo del orquestador se convierte en algo técnico, sin necesidad de toma de decisiones creativas. Sin embargo, otros compositores desean que el orquestador o la orquestadora sean creativos y llenen los huecos en la orquesta como prefieran, llegando incluso a tener que orquestar desde versiones de piano solo, en algunas ocasiones (especialmente televisión episódica) En muchos casos, las limitaciones de tiempo determinadas por el calendario de posproducción de la película dictan si los compositores orquestan sus propios puntajes, ya que a menudo es imposible para el compositor completar todas las tareas requeridas dentro del margen de tiempo permitido.
A lo largo de los años, varios orquestadores se han vinculado al trabajo de un compositor en particular, a menudo hasta el punto en que uno no funcionará sin el otro. Ejemplos de relaciones duraderas entre compositor y orquestador incluyen a Jerry Goldsmith con Arthur Morton y Alexander Courage; John Williams con Herbert W. Spencer; Alan Menken con Danny Troob y Michael Starobin; Carter Burwell con Sonny Kompanek; Graeme Revell y Michael Giacchino con Tim Simonec; Alan Silvestri con James B. Campbell y William Ross; Miklos Rozsa con Eugene Zador; Alfred Newman con Edward Powell, Ken Darby y Hugo Friedhofer; Danny Elfman con Steve Bartek; Mark Isham con Ken Kulger; David Arnold con Nicholas Dodd; Randy Edelman con Ralph Ferraro y Stuart Balcomb; Basil Poledouris con Greig McRitchie; y Elliot Goldenthal con Robert Elhai.
Una vez que se ha completado el proceso de orquestación, la partitura se imprime físicamente en papel por uno o más copistas y está lista para su interpretación.

### Grabación
Cuando la música ha sido compuesta y orquestada, la orquesta o conjunto musical la interpreta, a menudo con la dirección del compositor. Los músicos para estos conjuntos a menudo no son acreditados en la película o en el álbum y se contratan individualmente (y si es así, el contratista de orquesta se acredita en la película o en el álbum de la banda sonora. Sin embargo, algunas películas recientemente han comenzado a acreditar a los músicos contratados en los álbumes bajo el nombre Hollywood Studio Symphony después de un acuerdo con la American Federation of Musicians. Otros grupos que se emplean a menudo incluyen la London Symphony Orchestra (activa en la grabación de música de cine desde 1935) la Orquesta Filarmónica de la Ciudad de Praga (una orquesta dedicada principalmente a la grabación), la orquesta de Madrid Mad4Orchestra, la BBC Philharmonic y la Northwest Sinfonia. [cita requerida]
La orquesta toca frente a una pantalla grande que representa la película. El director y los músicos usan habitualmente auriculares que hacen sonar una serie de clics llamada "click-track" o metrónomo que cambia con el compás y tempo, ayudando a sincronizar la música con la película.

## Funciones
Estas son las funciones principales que tiene la música en el cine:
- Ambientar la historia en un espacio y tiempo determinado. La música de una película ambientada en el siglo XI no será la misma que una ambientada en los años 90.
- Contribuir al desarrollo psicológico de los personajes. Aparte de indicarnos lo que sienten o piensan, puede ayudarnos a conocer su personalidad.
- Servir como fondo para los diálogos, dándoles más sentimiento o dramatización. También pueden sustituir a los que son innecesarios. A veces la música es más que suficiente para saber cómo va la conversación.
- Servir como conector entre dos escenas para que el cambio tenga más fluidez.
- Hacer más claras y accesibles algunas escenas. La música ayuda a que recibimos claramente lo que el director nos intenta decir.
- Implicar emocionalmente al espectador. Influye sobre las emociones del espectador a lo largo del filme, modificando el sentido de la imagen o anticipando una situación determinada.

### La música en el género del terror
Las películas de terror utilizan sonidos disonantes y muy agudos que, de manera inconsciente, asociamos con animales en peligro. Un estudio demuestra que los ruidos de alarma no lineales son utilizados por compositores de cine para inquietar y poner nerviosos a los espectadores. Un ejemplo es Psicosis, donde la tensión exagerada de las cuerdas imita el ruido de pánico en la naturaleza.
Estos elementos agudos y disonantes se incorporan a las melodías de muchas bandas sonoras para conseguir este efecto en el público, y se puede escuchar en filmes clásicos como Viernes 13, hasta más modernos, como Sinister.
Hoy en día también se utilizan los infrasonidos, ondas sonoras graves con una frecuencia más baja que lo que puede captar el oído humano. Estas ondas pueden causar ansiedad, tristeza, palpitaciones y temblor, causando que algunas personas abandonaran las salas del cine de películas como Actividad Paranormal antes de llegar a las escenas más fuertes.

## Estilos
- (BSO) o Banda sonora
- música incidental

## Autores
- Alberto Iglesias
- Roque Baños
- Gustavo Santaolalla
- Fernando Velázquez
- Lucas Vidal
- Nino Rota
- John Powell
- Steve Jablonsky
- John Williams
- James Horner
- Hans Zimmer
- Ennio Morricone

## Recursos en inglés
- AFI's 100 Years of Film Scores
- Filmi, Bollywood film music
- List of film score composers
- List of film director and composer collaborations
- Music of Bollywood
- Musivisual Language
- Sheet music
- Theatre music
- Score, a 2016 documentary film about film scores

### Film music organizations
- ASCAP - Performing rights organization
- BMI - Performing rights organization
- PRS for Music - Performing rights organization (UK)
- Film Musicians Secondary Markets Fund
- Screen Composers Guild of Canada
- Society of Composers and Lyricists

### Film music review sites
- Film Score Scores Archivado el 6 de diciembre de 2017 en Wayback Machine.
- Filmtracks
- Soundtrack.net
- Movie Music UK
- Movie Wave
- MusicScoring.org
- Films On Wax
- Film Music Review

### Independent specialist original soundtrack recording labels
- 1M1 Records
- Digitmovies AE
- Entr'acte Recording Society
- Film Score Monthly
- The Hit House Music
- Intrada Records
- La-La Land Records
- Milan Records
- MovieScore Media
- Perseverance Records
- Prometheus Records
- Trunk Records
- Varèse Sarabande

### CoC
- CoC

### Further reading
- Andersen, Martin Stig. "Electroacoustic Sound and Audiovisual Structure in Film". eContact! 12.4 — Perspectives on the Electroacoustic Work / Perspectives sur l’œuvre électroacoustique (August 2010). Montréal: CEC.
- Dorschel, Andreas (ed.). Tonspuren. Musik im Film: Fallstudien 1994–2001. Universal Edition, Vienna 2005 (Studien zur Wertungsforschung 46). ISBN 3-7024-2885-2. Scrutinizes film score practice at the turn from the 20th to 21st century. In German.
- Elal, Sammy and Kristian Dupont (eds.). "The Essentials of Scoring Film". Minimum Noise. Copenhagen, Denmark.
- Harris, Steve. Film, Television, and Stage Music on Phonograph Records: A Discography. Jefferson, N.C.: McFarland & Co., 1988. ISBN 0-89950-251-2.
- MacDonald, Laurence E. (1998) The Invisible Art of Film Music: A Comprehensive History. Scarecrow Press. ISBN 9781461673040.
- Holly Rogers and Jeremy Barham, The Music and Sound of Experimental Film. Oxford: Oxford University Press, 2017.
- Slowik, Michael. After the Silents: Hollywood Film Music in the Early Sound Era, 1926-1934. New York: Columbia University Press, 2014.
- Spande, Robert. "The Three Regimes - A Theory of Film Music" Archivado el 17 de noviembre de 2021 en Wayback Machine. Minneapolis, 1996.
- Stoppe, Sebastian, ed. Film in concert: film scores and their relation to classical concert music. Glückstadt: Verlag Werner Hülsbusch, 2014. ISBN 978-3-86488060-5.
- Stubblevine, Donald J. Cinema Sheet Music: A Comprehensive Listing of Published Film Music, from Squaw Man (1914) to Batman (1989). Jefferson, N.C.: McFarland & Co., 1991. ISBN 0-89950-569-4.
- Various contributors [wiki]. "Films with Significant Electroacoustic Content (enlace roto disponible en Internet Archive; véase el historial, la primera versión y la última).". eContact! 8.4 — Ressources éducatives / Educational Resources (September 2006). Montréal: CEC.